# Varzesch-e Pahlavani

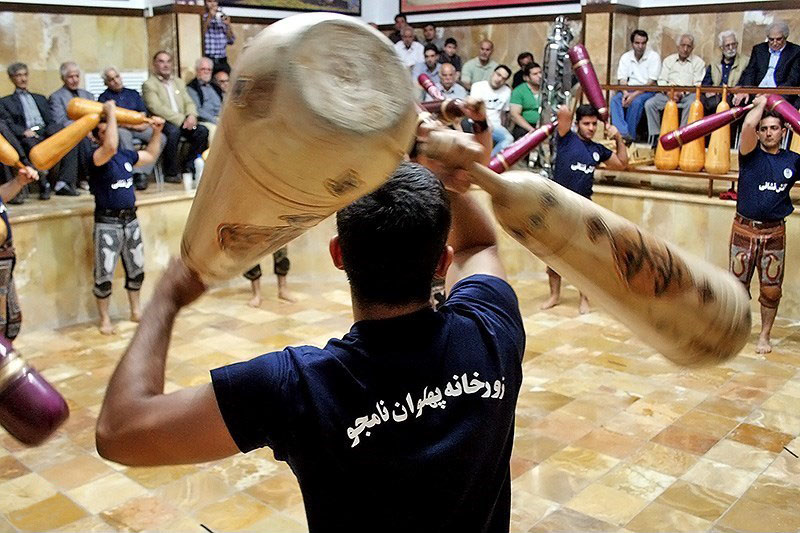
Namdschu-Zurchaneh-Ritual

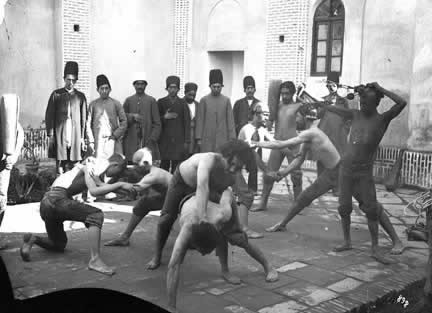

Varzesch-e Pahlavani (persisch ورزش پهلوانی, DMG warzeš-e pahlawānī, ‚Heldensport‘), auch Varzesch-e Bastani (ورزش باستانی, DMG warzeš-e bāstānī, ‚Sport aus der Antike‘), kurz auch Pahlavani, ist eine ursprünglich iranische Körperertüchtigung insbesondere durch Koschti (Ringen) und stellt eine alte Kampfkunst dar, deren Ursprung sich ins alte Persien zurückverfolgen lässt.
Als traditionelle Sportstätte dient die Institution des Zurchaneh ‚Haus der Stärke‘ als Ort der Ausbildung und Übung. Übungen in Zurchanehs dienten ursprünglich der Vorbereitung auf Kampfsituationen. Die Tradition des Zurchaneh, in dem traditionelle persische Kraftsportarten praktiziert werden, ist außer in Iran auch in Aserbaidschan, im Irak, in der Türkei, in Afghanistan und einigen anderen Ländern verbreitet.